# Rodrigo Díaz (bispo)
Rodrigo Díaz (falecido a 31 de agosto de 1249) foi um prelado católico romano que serviu como bispo de Oviedo de 1243 a 1249.
No dia 17 de setembro de 1243 Rodrigo Díaz foi nomeado pelo Papa Inocêncio IV Bispo de Oviedo. Foi consagrado por Juan Domínguez de Medina, Bispo de Burgos. Serviu como Bispo de Oviedo até à sua morte no dia 31 de agosto de 1249.